# Alec Issigonis

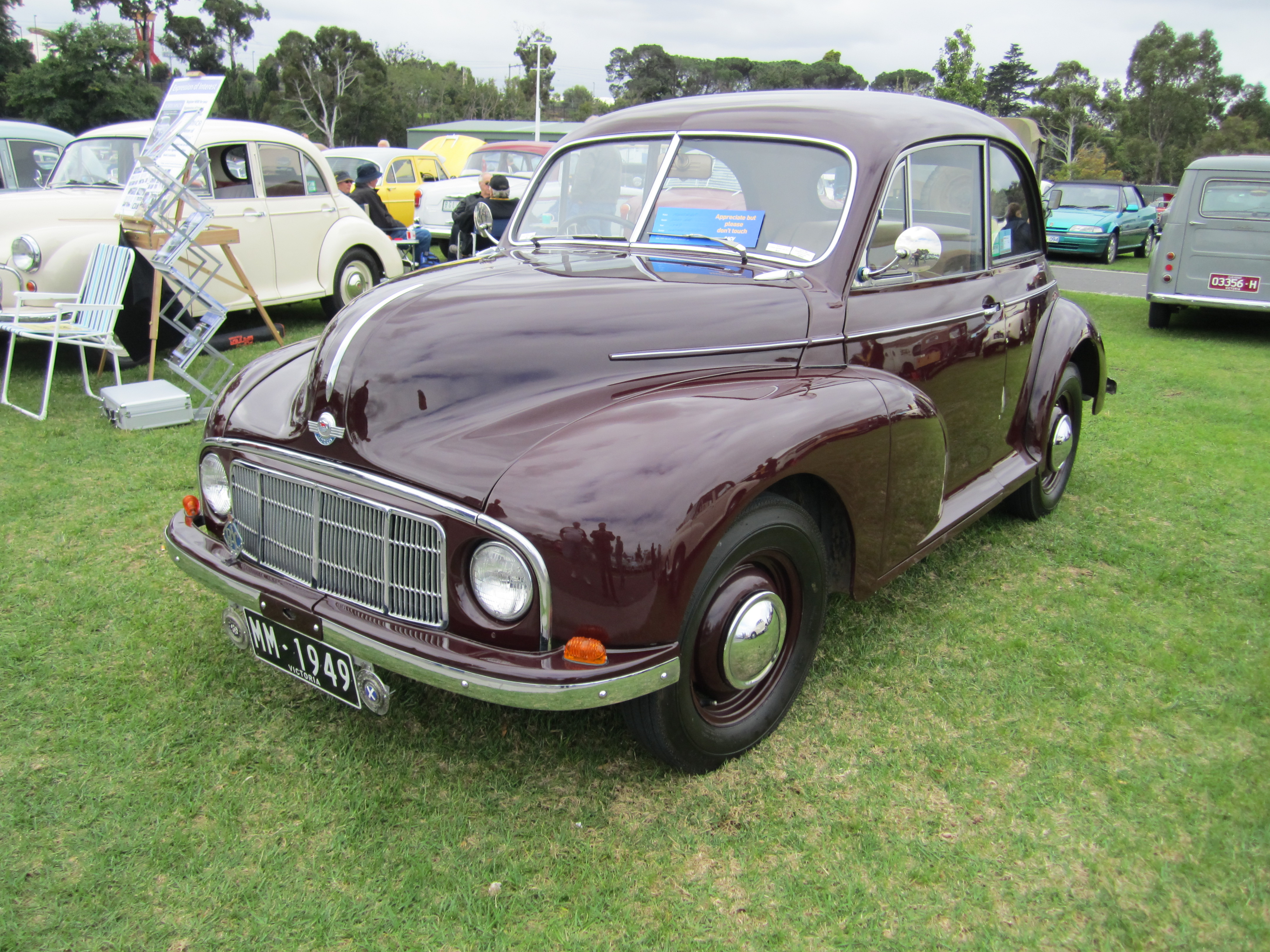
Pierwszy Morris Minor, produkowany w latach 1948–53

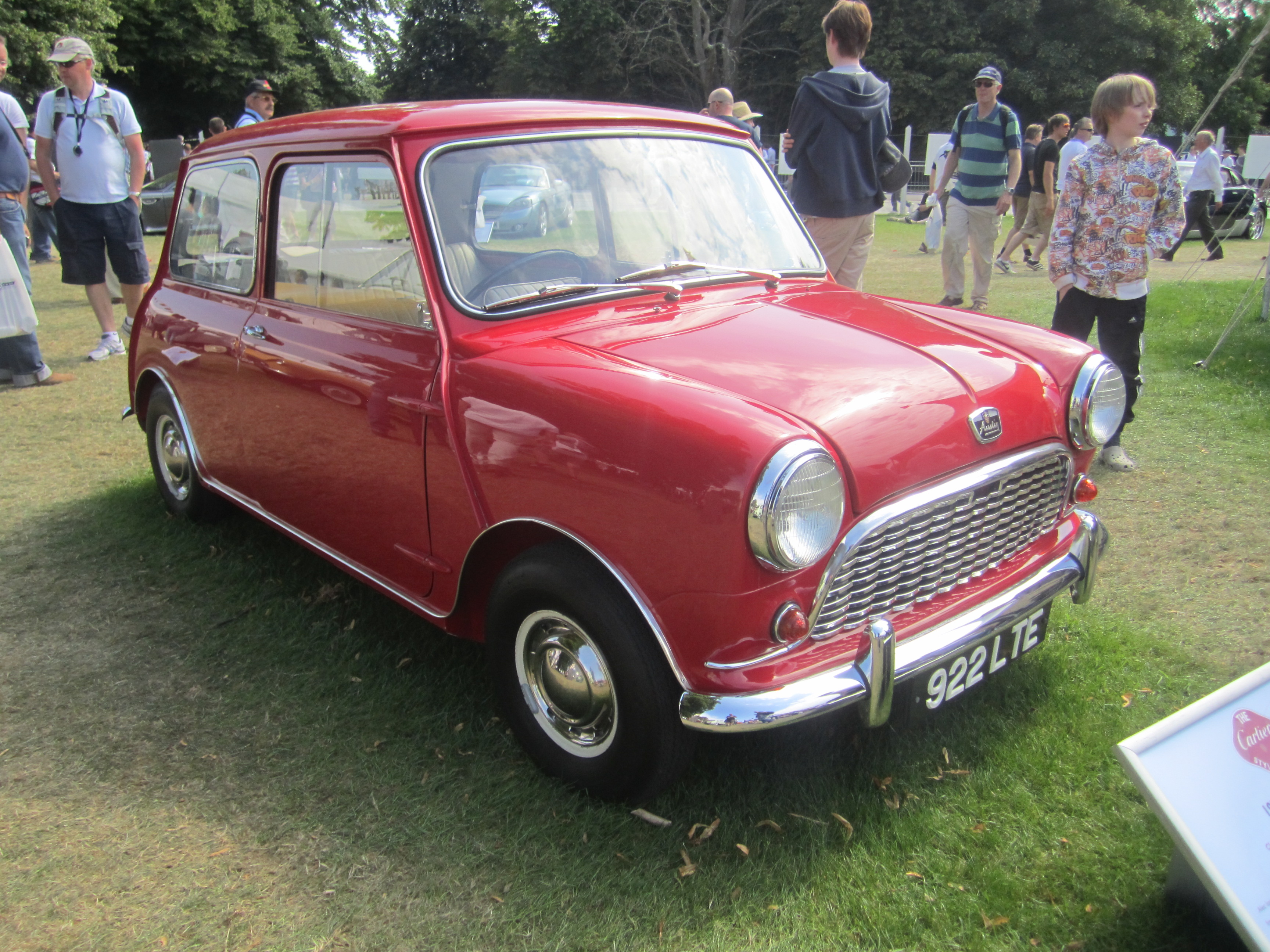
Austin 7 Mini, 1959

Alec Issigonis, właśc. Alexander Arnold Constantine Issigonis (ur. 18 listopada 1906 w Smyrnie, zm. 2 października 1988 w Birmingham) – brytyjski inżynier i konstruktor samochodów, stworzył samochody Morris Minor i Mini.

## Życiorys
Urodził się 18 listopada 1906 roku w Smyrnie w Imperium Osmańskim. Był synem zamożnego budowniczego statków pochodzenia greckiego, który posiadał paszport brytyjski i jego żony, pochodzącej z Bawarii. W 1922 roku, podczas wojny grecko-tureckiej, rodzina wyjechała do Anglii. W trakcie podroży ojciec Issigonisa zmarł.
Issigonis od najmłodszych lat interesował się motoryzacją. W latach 1925–1928 studiował inżynierię w Battersea Polytechnic. Miał problemy z zaliczeniem matematyki – do egzaminu podchodził trzy razy, był za to bardzo dobry w rysunku technicznym. Kierunek jednak ukończył i zdobył dyplom, lecz nie został dopuszczony do dalszych studiów.
W 1928 roku rozpoczął pracę w biurze projektowym londyńskiej firmy inżynieryjnej Gillett. W 1934 roku przyjął pracę w biurze projektowym Humbera w Coventry. W tym czasie wraz z przyjacielem zaczął pracować nad projektem samochodu wyścigowego.
Od 1936 roku pracował dla Morris Motors jako projektant zawieszenia. Opracował wówczas projekt samochodu Morris Minor, który był produkowany przez ponad 20 lat (1948–1971) i jako pierwszy samochód brytyjski sprzedany został w ponad 1 milionie egzemplarzy.
W 1952 roku po fuzji Morrisa z Austinem i powstaniu British Motor Corporation (BMC), Issigonis opuścił przedsiębiorstwo i przeszedł do firmy Alvis. Tam pracował nad projektem samochodu luksusowego, lecz prace nad nim zostały przerwane z uwagi na wysokie koszty a Issigonis wrócił do BMC.
W 1959 roku, po kryzysie sueskim i w odpowiedzi na niemieckiego Volkswagena Garbusa zbudował Mini – mały, niedrogi i paliwooszczędny samochód. Praktyczny i tani Mini stał się bardzo popularny i do 1988 roku sprzedano ponad 5 milionów egzemplarzy.
22 lipca 1969 roku królowa brytyjska Elżbieta II uhonorowała go brytyjskim tytułem szlacheckim.
Alec Issigonis zmarł 2 października 1988 roku w Birmingham.

## Członkostwa, nagrody i odznaczenia
- 1964 – Royal Designer for Industry[4]
- 1964 – komandor Orderu Imperium Brytyjskiego[5]
- 1967 – członek Royal Society[1]
- 1969 – Odznaka Rycerza Kawalera[6]